# Nickelodeon Kids' Choice Awards 2007
De Nickelodeon Kids' Choice Awards 2007 was de 20e editie van de jaarlijkse Nickelodeon Kids' Choice Awards, gehouden op 31 maart 2007 op de Universiteit van Californië. De show werd gepresenteerd door zanger Justin Timberlake, en kende onder andere optredens van Gwen Stefani, Akon en Maroon 5. De (online) stembus werd geopend op 5 maart 2007.
| Film-awards                         |                                            |                                                            |                                        |                                     |
| Award                               | Winnaar                                    | Verliezers                                                 | Verliezers                             | Verliezers                          |
| Favoriete Film                      | Pirates of the Caribbean: Dead Man's Chest | Big Momma's House 2                                        | Night at the Museum                    | Click                               |
| Favoriete animatiefilm              | Happy Feet                                 | Cars                                                       | Ice Age 2: The Meltdown                | Over the Hedge                      |
| Favoriete Stem uit een animatiefilm | Queen Latifah Ice Age 2: The Meltdown      | Ashton Kutcher Open Season                                 | Julia Roberts The Ant Bully            | Bruce Willis Over the Hedge         |
| Favoriete mannelijke acteur         | Adam Sandler Click                         | Johnny Depp Pirates of the Caribbean: Dead Man's Chest     | Jack Black Nacho Libre                 | Will Smith The Pursuit of Happyness |
| Favoriete vrouwelijke acteur        | Dakota Fanning Charlotte's Web             | Keira Knightley Pirates of the Caribbean: Dead Man's Chest | Sarah Jessica Parker Failure to Launch | Halle Berry X-Men: The Last Stand   |

Ter promotie van de genomineerden, zond Nicktoons Network een 5 uren durende marathon van de genomineerden uit op 17 maart 2007
| Lijst van tv-awards |                            |                                             |                                  |                                              |
| Award               | Winnaar                    | Verliezers                                  | Verliezers                       | Verliezers                                   |
| Favoriete tv-show   | American Idol              | Drake & Josh                                | Fear Factor                      | The Suite Life of Zack and Cody              |
| Favoriete Cartoon   | SpongeBob SquarePants      | The Adventures of Jimmy Neutron: Boy Genius | The Fairly OddParents            | The Simpsons                                 |
| Favoriete Acteur    | Drake Bell Drake & Josh    | Jason Lee My Name Is Earl                   | Charlie Sheen Two and a Half Men | Cole Sprouse The Suite Life of Zack and Cody |
| Favoriete Actrice   | Miley Cyrus Hannah Montana | Jamie Lynn Spears Zoey 101                  | Emma Roberts Unfabulous          | Raven-Symoné That's So Raven                 |

| Sport-awards                |                  |              |                |             |
| Award                       | Winnaar          | Verliezers   | Verliezers     | Verliezers  |
| Favoriete mannelijke atleet | Shaquille O'Neal | LeBron James | Alex Rodriguez | Tiger Woods |

| Muziek-awards                |                         |                         |                        |                                             |
| Award                        | Winnaar                 | Verliezers              | Verliezers             | Verliezers                                  |
| Favoriete Lied               | Irreplaceable (Beyonce) | Bad Day (Daniel Powter) | Crazy (Gnarls Barkley) | Hips Don't Lie (Shakira, feat. Wyclef Jean) |
| Favoriete muziek-groep       | The Black Eyed Peas     | Fall Out Boy            | Red Hot Chili Peppers  | Nickelback                                  |
| Favoriete mannelijke zanger  | Justin Timberlake       | Chris Brown             | Jesse McCartney        | Sean Paul                                   |
| Favoriete vrouwelijke zanger | Beyoncé                 | Ciara                   | Jessica Simpson        | Christina Aguilera                          |

| Overige awards       |                                                      |                             |                        |                                |            |
| Award                | Winnaar                                              | Verliezers                  | Verliezers             | Verliezers                     | Verliezers |
| Favoriete Video Game | SpongeBob SquarePants: Creature from the Krusty Krab | New Super Mario Bros        | Mario Kart DS          | Sonic the Hedgehog             |            |
| Favoriete Boek       | Harry Potter serie                                   | Island of the Blue Dolphins | How to Eat Fried Worms | A Series of Unfortunate Events |            |
| Wannabe Award        | Ben Stiller                                          |                             |                        |                                |            |

## Nederlandse categorieën
Voor de volgende categorieën kon men stemmen in Nederland:
| Categorie          | Winnaar                          | overige genomineerden                                              |
| ------------------ | -------------------------------- | ------------------------------------------------------------------ |
| Beste popgroep     | Ch!pz                            | Kus, Pussycat Dolls, Nick & Simon                                  |
| Beste zanger(es)   | EliZe                            | Hilary Duff, Marco Borsato, Jan Smit                               |
| Beste sport(st)er  | Klaas-Jan Huntelaar              | Ireen Wüst, Sven Kramer, Kim Clijsters                             |
| Beste boek         | Hoe overleef ik (zonder) liefde? | Het Huis Anubis, 100% Timboektoe, 100% Lola                        |
| Beste cartoon      | Bratz                            | SpongeBob SquarePants, Beugelbekkie, Avatar                        |
| Beste tv-programma | Het Huis Anubis                  | GTST, Lizzie McGuire, Onderweg naar Morgen                         |
| Beste tv-ster      | Loek Beernink                    | Vivienne van den Assem, Nicolette van Dam, Wendy van Dijk          |
| Beste film         | Afblijven                        | Zoop in India, Step Up, Pirates of the Caribbean: Dead Man's Chest |
| Beste game         | De Sims 2: Huisdieren            | FIFA 07, Zoo Tycoon 2: Marine Mania, New Super Mario Bros.         |
| Beste goed doel    | Stichting de Opkikker            | War Child, WNF, KiKa                                               |

## Opschudding tijdens een afterparty
Nadat een groep van vijf personen de toegang werd geweigerd tot een afterparty van de awardsshow opende ten minste één persoon het vuur met een automatisch wapen. Drie tieners raakte gewond, doch werden er geen mensen gearresteerd. De politie vermoed dat er een gang bij betrokken was.
The Big Ballot · 1988 · 1989 · 1990 · 1991 · 1992 · 1993 · 1994 · 1995 · 1996 · 1997 · 1998 · 1999 · 2000 · 2001 · 2002 · 2002 · 2003 · 2004 · 2005 · 2006 · 2007 · 2008 · 2009 · 2010 · 2011 · 2012 · 2013 · 2014 · 2015 · 2016 · 2017